# Przelicznik artyleryjski

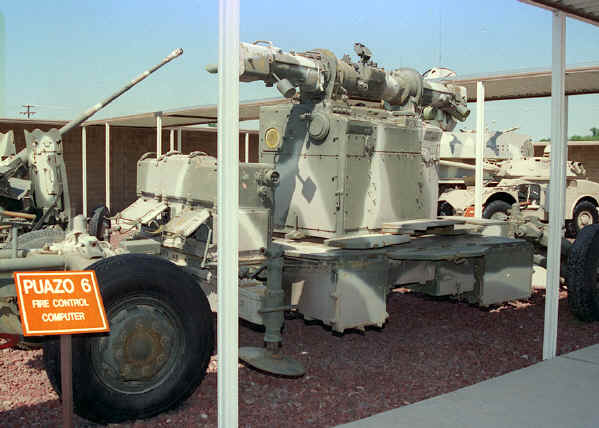
PUAZO-6 – analogowy przelicznik do armat przeciwlotniczych S-60, konstrukcja sowiecka z lat 50. XX w. Sterował całą baterią (najczęściej sześciu) takich armat.

Przelicznik artyleryjski – przelicznik do kierowania ogniem artylerii.
Na podstawie danych o ruchu celu i danych balistycznych działa, wyznacza położenie lufy, rozwiązując zadanie spotkania pocisku z celem.
Pierwszy przelicznik artyleryjski skonstruowały firmy Vickers i Sperry w 1929 r. Był to układ mechaniczny sterowany krzywkami. 
Znaczny rozwój i rozpowszechnienie nastąpiło w czasie II wojny światowej. Następne konstrukcje wykorzystywały już systemy magnetoelektryczne odtwarzające kąt obrotu osi tachometrycznej prądnicy nadawczej w silniczku odbiorczym, a także wzmacniacze lampowe i – później – tranzystorowe.
Były to specjalizowane komputery analogowe rozpowszechnione w czasie II wojny światowej, tzn. urządzenia przeznaczone do obliczania kąta celowania armat na podstawie zmierzonej dalmierzem lub radarem odległości oraz obserwowanej prędkości przemieszczania się celu. Zadanie to nie jest matematycznie skomplikowane, bo sprowadza się do prostych równań trygonometrycznych oraz uwzględnienia specyficznej dla każdej armaty i każdego rodzaju amunicji krzywej balistycznej, a także poprawek wynikających z prędkości wiatru, temperatury powietrza i jego wilgotności, a w przypadku dział o większym zasięgu także ruchu obrotowego Ziemi. Podobny problem rozwiązywały w podobny sposób urządzenia celownicze dla bombowców oraz dla wyrzutni torped na okrętach podwodnych i niszczycielach. 
Tego rodzaju urządzenia zaczęły być wycofywane w większości armii świata od końca lat 70. XX wieku, kiedy zaczęły być zastępowane przelicznikami budowanymi w technice cyfrowej.